# Pierre-Louis-Auguste Ferron de La Ferronnays

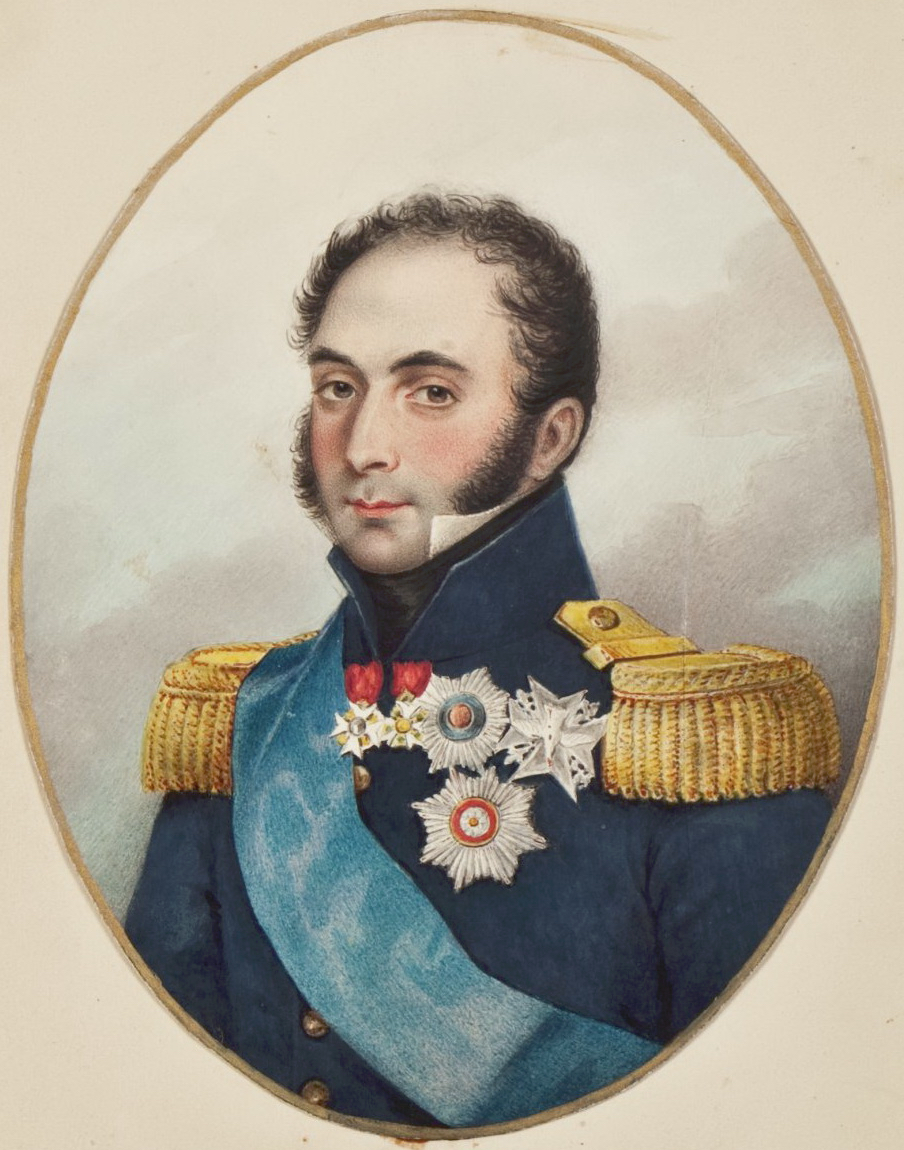
Pierre-Louis-Auguste Ferron de La Ferronnays

Pierre-Louis-Auguste Ferron, Comte de La Ferronnays (* 4. Dezember 1777 in Saint-Malo; † 17. Januar 1842 in Rom) war ein französischer Diplomat und Politiker. Von Januar 1828 bis April 1829 amtierte er als Außenminister.

## Leben
Pierre-Louis-Auguste Ferron, Comte de La Ferronnays entstammte einer alten Adelsfamilie der Bretagne und war ein Sohn von Emmanuel Henri Eugène de La Ferronnays und Marie Anne Perrine Adélaïde Fournier de Bellevue. Nach dem Ausbruch der Französischen Revolution wanderte er mit seinen Eltern 1791 in die Schweiz aus, wo er seine schulische Ausbildung abschloss. Im Alter von 15 Jahren trat er als einfacher Soldat in das Heer des Prinzen von Condé ein und nahm gemeinsam mit seinem Vater an den Feldzügen der Armee der Emigranten teil. Daraufhin wurde er zuerst Adjutant und später Aide-de-camp beim Heer des Herzogs von Berry. Er begleitete diesen Fürsten nach Klagenfurt, von dort nach England und wieder zurück nach Kärnten. Anschließend stieß er in Braunschweig wieder zu seiner Familie und nahm an politischen Intrigen teil. Später trat er in die Dienste des schwedischen Königs Gustav IV. Adolf und machte den Krieg gegen die Dänen in Norwegen mit. In der Folge begab er sich wieder nach England zum Herzog von Berry und dann erneut in die Dienste des mittlerweile im Jahr 1809 entmachteten und exilierten Königs Gustav IV. Adolf.
Nach Napoleons gescheitertem Russlandfeldzug von 1812 stieg die Hoffnung der Bourbonen, wieder die Macht in Frankreich zu erlangen, und der künftige König Ludwig XVIII. schickte La Ferronnays als seinen Gesandten an den Hof des russischen Kaisers Alexander I., um von diesem Unterstützung für die Ambitionen des Bourbonen auf den französischen Thron zu erbitten. Als der Diplomat in Sankt Petersburg eintraf, hatte Alexander I. bereits die Stadt verlassen. La Ferronnays reiste dem Kaiser nach und traf schließlich in Sachsen mit ihm zusammen, doch blieben die Verhandlungen ergebnislos, da die Alliierten über die staatliche Neuordnung Frankreichs noch unschlüssig waren.
Nach der definitiven Niederlage Napoleons 1814 kehrte La Ferronnays im Gefolge des Herzogs von Berry nach Frankreich zurück, wo er in Cherbourg an Land ging und erstmals wieder mit großer Begeisterung heimatlichen Boden betrat. Ludwig XVIII. ernannte ihn am 4. Juni 1814 zum Maréchal de camp und nach der zweiten Restauration der Bourbonen am 17. August 1815 zum Pair von Frankreich. Im Ende 1815 abgehaltenen Hochverratsprozess gegen den Marschall Michel Ney plädierte La Ferronnays für die Verhängung der Todesstrafe über den Angeklagten. Im Streit schied er aus dem Haushalt des Herzogs von Berry aus, dessen erster Kammerjunker er gewesen war. Im August 1817 wurde er zum Botschafter am dänischen Hof ernannt, im Januar 1818 durch Ludwig XVIII. zum Grafen erhoben und im Juli 1819 als außerordentlichen Gesandter an den Hof des russischen Kaisers in Sankt Petersburg geschickt, wo er im November 1819 ankam. Aufgrund seiner diplomatischen Fähigkeiten und seines umgänglichen Auftretens konnte er die abgekühlten Beziehungen Frankreichs mit Russland wieder verbessern. Im Herbst 1820 begleitete er Kaiser Alexander I. zum Troppauer Fürstenkongress, im Januar 1821 zum anschließenden Laibacher Kongress sowie im Herbst 1822 zum Kongress von Verona, auf dem er sich intensiv für die Militärintervention in Spanien aussprach und auf dem seine Ehrerbietung gegenüber Russland auf Metternich befremdend wirkte. Am 19. Februar 1823 wurde er für seine Verdienste zum Großoffizier der Ehrenlegion ernannt und kehrte mit dem Titel eines Botschafters nach Russland zurück, welche Funktion er bis 1827 ausübte.
Zum Zeitpunkt des Sturzes des Ministerpräsidenten Jean-Baptiste de Villèle befand sich La Ferronnays wieder in Paris und wurde durch König Karl X. am 4. Januar 1828 zum Außenminister im neuen, vom Vicomte de Martignac geführten Kabinett ernannt. Auf sein Betreiben wurde den Griechen im Rahmen der Morea-Expedition ein französisches Heer gegen die Bedrohung durch die Osmanen zu Hilfe gesandt. Er erreichte auch, dass Spanien Außenstände in der Höhe von 80 Millionen Francs gegenüber Frankreich anerkannte. Bald sah er sich aber den Angriffen ultraroyalistischer Deputierter ausgesetzt, denen die Politik des Kabinetts Martignac zu liberal war. Persönlich billigte er nicht die Verhandlungen Martignacs mit den liberalen Abgeordneten Horace-François Sébastiani und Casimir Pierre Périer. Aufgrund eines Anfalls von Angina pectoris, welche Krankheit er erstmals beim Tod des Herzogs von Berry (Februar 1820) schmerzhaft verspürt hatte, musste er von seinem Amt als Außenminister am 22. April 1829 zurücktreten und in milderem Klima eine Erholungspause einlegen. Sein Nachfolger als Außenminister wurde der Herzog von Montmorency, der indessen weniger als ein Monat im Amt verweilte.
Den Winter 1829 verbrachte La Ferronnays in Nizza und begab sich im Februar 1830 als französischer Botschafter beim Heiligen Stuhl nach Rom. Nach der Julirevolution von 1830 verweigerte er als Legitimist den Eid auf den neuen König Louis-Philippe I. und trat aus dem französischen Staatsdienst aus. 1832 bot er sich als Geisel im Austausch für die in der Zitadelle von Blaye internierte Herzogin von Berry an. In der Folge leistete er dem Herzog von Bordeaux während dessen Aufenthalt in Italien Dienste. Er unternahm daraufhin nur noch kurze Auslandsreisen und lebte in großer Zurückgezogenheit bis zu seinem Tod, der am 17. Januar 1842 im Alter von 64 Jahren in Rom eintrat. Am 29. März 1841 war seine Schwester in Nantes als Oberin des Klosters der Visitantinnen gestorben.